# Golden Rock (Sint Eustatius)
Golden Rock – osada (buurt) na wyspie Sint Eustatius, w Holandii Karaibskiej. Liczy 331 mieszkańców (1 stycznia 2024). Leży w środkowej części wyspy.